# جان پرکینز
جان پرکینز (به انگلیسی: John Perkins) نویسنده آمریکایی است. شهرت او بیشتر به خاطر کتاب اعترافات یک مزدور اقتصادی است که در سال ۲۰۰۴ منتشر کرد.

## زندگینامه
او سال ۱۹۴۵ در شهر هانور در نیو همپشیر در ایالات متحدهٔ آمریکا به دنیا آمد. حرفهٔ او در آغاز به طوری که در کتابش تحت عنوان اعترافات یک مزدور اقتصادی می‌گوید، کار در عرصهٔ امور مالی و اقتصادی برای سازمان‌هایی نظیر سازمان امنیت ملی و شرکت‌های چند ملیتی بوده‌است. او پس از حادثهٔ ۱۱ سپتامبر تصمیم می‌گیرد به کار نویسندگی روی بیاورد و به عنوان فردی که از درون نظام بر خاسته، ترفندهای ایالات متحدهٔ آمریکا و شرکت‌های چند ملیتی را برای تسلط بر جهان افشا کند. او سال‌ها پیش از حادثهٔ ۱۱ سپتامبر می‌خواست کتاب اعترافات یک جنایتکار اقتصادی را بنویسد ولی همواره او را تطمیع می‌کردند و با تهدید و رشوه مانع افشاگری‌های او می‌شدند؛ ولی سرانجام او با نوشتن اعترافات یک جنایتکار اقتصادی به جهان ادبیات و فعالیت‌های اجتماعی و طبیعت دوستانه روی می‌آورد. در مورد نوشتن کتاب اعترافات یک جنایتکار اقتصادی دخترش به او می‌گوید: «نگران نباش پاپا، اکر اتفاقی برای تو روی داد، من ادامه می‌دهم، بخاطر بچه‌هایم که باید در امنیت در این کشور زندگی کنند». نظریهٔ جان پرکینز حادثهٔ ۱۱ سپتامبر را با تمام جنایاتی که ایالات متحدهٔ آمریکا با تکیه به افرادی مثل خود او در جهان مرتکب شده‌است، مرتبط می‌داند. او در یک خانوادهٔ قدیمی پروتستان کلوینیست یا اخلاق چنین آئینی پرورش یافته‌است.
در سال ۱۹۷۰ در یک شرکت بین‌المللی به نام «من» به عنوان مشاور استخدام می‌شود. این نخستین حرفهٔ او به عنوان «جانی اقتصادی» است. آموزش او برای چنین حرفه‌ای عبارت است که مقروض ساختن کشورهای در حال توسعه و فراهم آوردن موقعیتی که سلطهٔ و منافع اقتصادی امپراتوری کلان آمریکا و شرکت‌های چند ملیتی را ممکن سازد. او با عمر توریخوس رئیس جمهور پاناما و جیم رولدوس اگیرا رئیس جمهور اکوادور ملاقات می‌کند. این دو رئیس جمهور نسبت به سیاست‌های آمریکا مظنون بودند و به همین علت با پیشنهادهای او موافقت نمی‌کنند. این دو رئیس جمهور هر دو در سانحهٔ هوایی جانشان را از دست می‌دهند (یکی در تاریخ ۲۴ مه ۱۹۸۱ و دیگری در ۳۱ ژوئیه ۱۹۸۱). پرکینز بر این باور است که این دو سانحه ساختگی بوده‌است و آنها را مأمورین سازمان سیا کشته‌اند که معمولاً در همه جا در سایهٔ افرادی نظیر خود او حرکت می‌کنند. این مأمورین سایه را در زبان حرفه‌ای شغال می‌نامند. آشنایی با نویسندهٔ بریتانیایی گراهام گرین در پاناما موجب شد او بیش از پیش به ادبیات نزدیک شده و برای نوشتن کتاب تشویق شود. این ملاقات برای او نقطهٔ عطف محسوب می‌شود.
در سال ۱۹۸۰ پس از بیدار شدن وجدان آگاهش و تنش روانی شدید، از حرفهٔ «مزدور اقتصادی» استعفا می‌دهد.
در سال ۱۹۸۲ او یک شرکت تولید الکتریسته بی خطر برای محیط زیست به نام پاور سیستمز ایجاد می‌کند که در سال ۱۹۹۹ پیش از آن که بازنشسته شود آن را به فروش می‌رساند. پس از فروش این شرکت تولید الکتریسته بی خطر برای طبیعت، وقت زیادی را برای سازمان‌های خیریه و گسترش فرهنگ‌های بومیان آمازونی اختصاص می‌دهد. او «دریم چنج کولیشن» (اتحادیهٔ رؤیای تحول) را بنیانگذاری می‌کند، که سازمانی غیرانتفاعی بوده که اساس کار آن تشویق افراد به ایجاد جامعهٔ متعادل و حساسیت نسبت به موضوع محیط زیست است.
جان پرکینز علاوه بر اعترافات یک جنایتکار اقتصادی آثاری دیگری نیز نوشته‌است.